# 珠江路 (南京)
珠江路是南京的高科技中心，位于南京市中心、玄武区辖区内的一条东西向道路，东至北安门街、西至中山路，与南侧的中山东路、长江路以及北侧的北京东路平行，全长约4.3公里。中间与龙蟠中路、太平北路、丹凤街交汇。

## 历史沿革
珠江路在明清时代已经形成街巷，有一段在明朝为洪武街。清代该路各段名称为：焦状元巷（中山路至鱼市街）、三眼井（鱼市街至莲花桥）、洪武街（莲花桥至成贤街）、珍珠桥（成贤街至太平桥北）、大影壁（太平桥至小营路）。1935年在南京首都建设中拓宽形成城市中部的一条东西干道，命名为珠江路。

## 科技街
珠江路科技街是南京市电脑软、硬件销售的最主要区域， 也是南京市科技企业最为集中的区域。位于珠江路科技街最东端的南京软件园是南京市绝大多数的网络公司、软件公司或相关单位最为集中的科技园区，是南京的高科技中心。其中核心商业区域大致位于西至丹凤街、东至龙蟠路的这一段道路两侧。
1990年代初，由于地理位置靠近南京大学、东南大学等南京知名高校，珠江路自发进驻了20多家民营科技企业，以此为基础，催生了以高科技产业为主的企业和商家的不断集聚。目前已发展成为南京市最重要的电子电脑、数码信息商业区，也是南京市高新技术和民营科技企业最为集中的区域。1999年，被南京市政府明确为南京高新技术产业开发区的组成部分之一。1999年10月，玄武区政府成立了南京市珠江路科技街管理委员会办公室，负责该地区的规划、管理和产业引导。目前珠江路已成为华东地区最大的电子电脑产品集散地。南京市目前提出了“北有中关村，南有珠江路”的发展口号，希望能把珠江路科技街发展成为如北京中关村、上海徐家汇、美国硅谷、日本秋叶原那样的高科技研发、生产和销售规模基地。

### 周边主要商场
- 南京百脑汇
- 赛博数码广场
- 华海3C数码广场
- 南京雄狮电子商城
- 苏宁电器